# Ayres d'Aguiar
Ayres d'Aguiar, de son nom complet Ayres de Faria e Maia d'Aguiar, est un monteur, producteur de cinéma et réalisateur français d'origine portugaise, né le 27 mai 1896 à Ponta Delgada (Açores), ville où il est mort le 19 décembre 2000.

## Biographie
Il est le producteur des « bons films » de Fernandel : Ignace, Barnabé, Les Rois du sport. Il a réalisé Narcisse, avec Rellys et André Gabriello en pilotes d'avion.

## Filmographie
Monteur
- 1923 : Les Yeux de l'âme (Os Olhos da Alma) de Roger Lion

Producteur
- 1934 : Le Cavalier Lafleur de Pierre-Jean Ducis
- 1934 : Le Scandale de Marcel L'Herbier
- 1935 : Ferdinand le noceur de René Sti
- 1935 : Jim la Houlette d'André Berthomieu
- 1936 : Le Mioche de Léonide Moguy
- 1937 : Ignace de Pierre Colombier
- 1937 : Les Rois du sport de Pierre Colombier
- 1937 : Forfaiture de Marcel L'Herbier
- 1938 : Barnabé d'Alexander Esway
- 1940 : Narcisse de lui-même
- 1943 : Feu Nicolas de Jacques Houssin
- 1945 : Le Roi des resquilleurs de Jean-Devaivre
- 1946 : Roger la Honte d'André Cayatte
- 1947 : Escale au soleil de Henri Verneuil
- 1952 : Le Fruit défendu de Henri Verneuil
- 1953 : Les Enfants de l'amour de Léonide Moguy

Réalisateur
- 1940 : Narcisse